# Sundochernes dubius
Sundochernes dubius är en spindeldjursart som beskrevs av Beier 1954. Sundochernes dubius ingår i släktet Sundochernes och familjen blindklokrypare. Inga underarter finns listade i Catalogue of Life.